# Alexander Nikopol
Alexander Nikopol (Alcide Nikopol im frz. Original) ist die Hauptfigur der gleichnamigen Comic-Trilogie von Enki Bilal und gleichzeitig seine bekannteste Comicfigur. Diese Science-Fiction-Reihe, die das Aufeinandertreffen von ägyptischen Göttern mit einer postapokalyptischen Gesellschaft zum Thema hat, wird in der Sekundärliteratur nach ihrer Hauptfigur auch Nikopol-Trilogie genannt und besteht aus den Bänden Die Geschäfte der Unsterblichen (fr. La Foire aux immortels), Die Frau in der Zukunft (fr. La Femme piège) und Äquatorkälte (fr. Froid équateur). Die Erstveröffentlichung der einzelnen Comics fand zwischen 1980 und 1992 statt. Die Nikopol-Trilogie ist das Debüt des bis dato nur als Zeichner aufgetretenen Bilal als Comicautor und bedeutete für ihn die Aufnahme in die Riege der namhaften Autoren.

## Handlung

### Die Geschäfte der Unsterblichen (La Foire aux immortels, 1980)
Die Handlung beginnt in Paris im März des Jahres 2023. Nach zwei Atomkriegen ist Paris unter Führung des Präsidenten Hans-Ferdinand Weisskohl ein faschistischer Stadtstaat geworden, der aus zwei Bezirken besteht: Der eine Bezirk bleibt der privilegierten Klasse vorbehalten, während in dem anderen Bezirk, wo die Mutanten leben, Gesetzlosigkeit und Chaos herrschen. Frauen stellen eine Bevölkerungsminderheit dar und dienen als Gebärmaschinen. In dieser Situation erscheint über Paris ein pyramidenförmiges Raumschiff mit ägyptischen Göttern, das aufgrund Treibstoffmangels nicht mehr weiterfahren kann. Zeitgleich wird eine Raumkapsel, in der sich der wegen Desertion zu zwanzig Jahren Kälteschlaf verurteilte und dann aufgrund der Kriege vergessene Alexander Nikopol (fr. Alcide Nikopol) seit 1993 befindet, als unidentifizierbares Flugobjekt über Paris abgeschossen.
Als die ägyptischen Götter die Freigabe großer Mengen Treibstoff verlangen, schlägt Weisskohl ihnen einen Handel vor. Für den geforderten Treibstoff verlangt er Unsterblichkeit. Horus, einer der Götter, verfolgt dabei seine eigenen Pläne. Er verschmilzt mit der Person Nikopols, zwingt Weisskohl, der Nikopol für seine eigenen Zwecke instrumentalisieren wollte, mittels Telepathie zum Rücktritt und lässt ihn Nikopol als seinen Nachfolger vorschlagen. Die anderen Götter versuchen Horus aufzuhalten, indem sie einen geeigneten Kandidaten für das Präsidentenamt suchen. Dieser wird von Putschisten aus dem Umfeld Weisskohls getötet und Nikopol bleibt als einziger Anwärter übrig, obwohl seine Psyche durch die regelmäßige Inbesitznahme von Horus zunehmend leidet. So wird Nikopol durch seinen eigenen Sohn, der während des Kälteschlafs seines Vaters zur Welt gekommene Alexander Nikopol Junior, abgelöst und landet in einer psychiatrischen Anstalt, wo er Die Blumen des Bösen von Baudelaire rezitiert. Der Ersatz von Nikopol senior durch seinen Sohn wird von der Öffentlichkeit nicht wahrgenommen, da beide, bedingt durch den Kälteschlaf des Vaters, dasselbe biologische Alter aufweisen und sich aufs Haar gleichen. Horus wird von den anderen Göttern zur Rechenschaft gezogen und in einem steinernen Sarkophag eingeschlossen.

### Die Frau in der Zukunft (La Femme piège, 1986)
Knapp zwei Jahre später befindet sich Alexander Nikopol immer noch in einer psychiatrischen Anstalt. Zeitgleich versucht in London die Reporterin Jill Bioskop, mit einem Gerät zur drahtlosen Übertragung von Dateien, einem Script-Walker, ihre Reportage zu übermitteln, als sie von ihrem ehemaligen Geliebten John angerufen wird, der sie auf eine Artikelserie aus dem Jahr 1993 in der französischen Zeitung Libération aufmerksam machen will. Bevor Jill jedoch Einzelheiten erfahren kann, wird er vermeintlich durch eine Bombenexplosion getötet. Jill flieht nach Berlin und tötet dabei zwei Reporter, die dafür, dass sie Jill geholfen haben, erotische Gegenleistungen einfordern. In Berlin lernt sie einen Mann kennen, dessen Körper sich der aus der Gefangenschaft entflohene Horus als zwischenzeitlichen Wirt ausgesucht hat und der dadurch getötet wird. Der mittlerweile aus der Psychiatrie entlassene Nikopol senior, der durch seine zeitweilige Verschmelzung mit Horus spürt, wo dieser sich aufhält, reist auch nach Berlin und schlägt Horus einen Handel vor, dass dieser im Austausch für ein intensiveres Leben wieder Nikopols Körper benutzen darf. Beide werden Zeuge, wie der bis zur Unkenntlichkeit bandagierte John Jill Drogen überreicht, die ihr erlauben, die traumatischen Erlebnisse der letzten Tage zu vergessen. Zusammen fliehen Jill, Horus und Nikopol Senior nach Kairo, da sich die Pyramide mittlerweile über Berlin befindet.

### Äquatorkälte (Froid Équateur, 1992)
Gut neun Jahre später haben sich Nikopol Senior und Jill Bioskop voneinander getrennt. Nikopol Junior, der seine politische Karriere aufgegeben hat und auf der Suche nach Hinweisen auf seinen Vater ist, trifft auf der Zugfahrt von Kairo nach Äquator City die geheimnisvolle Jelena Prokosh-Tootobi, die seine Geliebte wird. Im Zug treffen sie auf den Schachboxer John-Elvis Johnelvisson, der in Äquator City um die Weltmeisterschaft kämpfen will. An ihrem Ziel angekommen, müssen Nikopol Junior und Jelena sich trennen, da er eine Quarantänestation aufzusuchen hat. Nikopol Senior kämpft unter einem Pseudonym gegen John-Elvis Johnelvisson um die Weltmeisterschaft im Schachboxen, während sein Sohn als potentieller Virenträger das gleiche Schicksal wie sein Vater erleidet: Er wird in den Weltraum verbannt. Bevor Horus, der mittels seiner göttlichen Fähigkeiten Nikopol zum Sieg verholfen hat, mit Anubis in die Götterwelt zurückkehrt, löscht er das Gedächtnis von Nikopol Senior, der die Rolle seines Sohnes an der Seite von Jelena einnimmt, die den Unterschied nicht merkt. Bei einer Begegnung von Nikopol senior und Jill Bioskop kann sich keiner der beiden an die gemeinsame Vergangenheit erinnern. Das Kind, das Jill Bioskop bekommen hat, nachdem sie sich von Nikopol senior getrennt hat, weist eine starke Ähnlichkeit mit Horus auf. Die Rakete, die Nikopol Junior an Bord hat, streift bei ihrem Start die Pyramide und bringt sie zum Absturz auf Äquator City, sodass die Götter zu Fuß nach Kairo zurückkehren müssen.

## Veröffentlichungen
La foire aux immortels wurde im Juli 1980 zuerst von Dargaud veröffentlicht. Weitere Veröffentlichungen bei Les Humanoïdes Associés und Casterman erfolgten 1990 und 2005. Im April 1986 erschien La femme piège ebenfalls bei Dargaud, während die Erstveröffentlichung von Froid equateur im September 1992 durch Les Humanoïdes Associés stattfand. Froid equateur startete mit einer Auflage von 230.000 Exemplaren und befand sich wochenlang in den Bestsellerlisten.
Im deutschsprachigen Raum erschien Die Geschäfte der Unsterblichen zunächst als Fortsetzungsgeschichte in Schwermetall, bevor der Volksverlag es 1984 in Albumform herausbrachte. Dieser musste jedoch kurz nach der Herausgabe die Bände vom Markt zurückziehen, da er zwar eine Lizenz für den abschnittsweisen Abdruck in einer Comiczeitschrift besaß, nicht aber für die Herausgabe eines Albums. Ungefähr 3000 Exemplare, die sich noch beim Volksverlag in den Lagern befanden, wurden eingezogen und vernichtet. Der Carlsen Verlag brachte unter dem Titel Alexander Nikopol im 21. Jahrhundert im Jahr 1988 die ersten beiden Bände der Trilogie heraus, obwohl das Erscheinen des ersten Bandes schon für den Herbst 1986 angekündigt war. Der Ehapa Verlag brachte 1993 zunächst den dritten Band heraus, bevor er noch im selben Jahr eine Gesamtausgabe startete. Der Carlsen Verlag veröffentlichte 2018 die komplette Trilogie als Gesamtausgabe unter dem Titel Alexander Nikopol (ISBN 978-3-551-73878-3).
Humanoids Publishing veröffentlichte die ins Englische übersetzten Einzelbände unter den Titeln Carnival of Immortals, Woman Trap und Cold Equator. Unter dem Namen The Nikopol Trilogy wurde die Trilogie 1999 als ein Album herausgebracht. Weitere Übersetzungen liegen unter anderem in niederländischer, schwedischer und spanischer Sprache vor.

## Adaptionen
Der unter der Regie von Bilal entstandene und im Jahr 2004 erschienene Film Immortal – New York 2095: Die Rückkehr der Götter (Immortel (ad vitam)) basiert auf den ersten beiden Bänden der Trilogie. Schauplatz der Handlung ist im Gegensatz zum Comic New York City, Alexander Nikopol wird gespielt von Thomas Kretschmann. Das von dem französischen Spielentwickler White Birds Productions im Jahr 2008 herausgebrachte Computerspiel Nikopol: Die Rückkehr des Unsterblichen basiert auf dem Comic La Foire aux immortels. Das sogenannte Point-and-Click-Adventure wurde für Microsoft Windows konzipiert.

## Hintergrund

### Stil
Die Geschäfte der Unsterblichen stellt Bilals Debüt als Comicautor dar. Zuvor hatte er Szenarien anderer Comicautoren, insbesondere von Pierre Christin, zeichnerisch umgesetzt. Wie in seinen Arbeiten zuvor verwendete Bilal die Technik der Direktkolorierung (fr. Couleur directe), bei der das farbige Original direkt vom Zeichner erstellt wird. Dabei werden von ihm auch verfremdete oder retuschierte Bilder in den Comic eingearbeitet. Bilal gehört dabei zu den wenigen Comickünstlern, die mit Acrylfarbe arbeiten. Durch die großflächige Verwendung schmutzig-kalter Farben werden Farbtupfer wie die Schminke von Weißkohl besonders hervorgehoben.
Die Gestaltung von Die Frau in der Zukunft weicht deutlich von den anderen beiden Alben ab. In großflächigen Panels, die Standbildern ohne Bewegungslinien (Speedlines) gleichen, werden Sprechblasen weitgehend durch Untertitel ersetzt, die den inneren Monolog der Akteure darstellen. In diesem Album befindet sich die Figur des Alexander Nikopol zugunsten von Jill Bioskop nur am Rande des Geschehens. Insgesamt hat das Geschlecht der Protagonisten wesentlichen Einfluss auf die zeichnerische Gestaltung durch Bilal: zerfurchten Männergesichtern stehen glatthäutige Frauen gegenüber.
Als Einleger in Die Frau in der Zukunft befindet sich eine fiktionale Ausgabe der Libération aus dem Jahr 1993. Es ist die Ausgabe der Zeitung, auf die John seine ehemalige Geliebte Jill Bioskop aufmerksam macht, bevor er vermeintlich durch eine Bombenexplosion getötet wird.

### Motive
Ein häufig wiederkehrendes Motiv in der Trilogie ist das wiederholte Zitieren von Baudelaires Gedicht Le Revenant, das Nikopol verwendet, um wieder zu seiner Identität zu finden. Weiterhin befindet sich im Comic ein Verweis auf den von Wim Wenders gedrehten Film Der amerikanische Freund: Ein im Hintergrund angebrachtes Filmplakat in einem Panel wirbt für diesen Film. Andreas C. Knigge sieht darin „eine der wenigen tröstlichen Aussichten in Bilals Zukunftsvision“. Nikopol weist  dabei zwischenzeitlich Ähnlichkeit mit Bruno Ganz, Hauptdarsteller von Der amerikanische Freund und Messer im Kopf, auf. Die Ähnlichkeit Nikopols, der von Bilal nach der ukrainischen Stadt Nikopol benannt wurde, mit Ganz wird im Verlauf der Trilogie durch eine Ähnlichkeit mit Bilal abgelöst.

## Rezeption
Nach Ansicht von Marcel Feige bestätigten die Geschichten um Alexander Nikopol, bei dem es sich laut Andreas Platthaus um Bilals bekannteste Figur handelt, Bilal, der „schon wegen seines grafischen Designs vielbeachtet“ war, „als interessantesten Autor der [19]80er Jahre“. Auch Franco Fossati bescheinigt Bilal in Das grosse illustrierte Ehapa-Comic-Lexikon, dass La Foire aux immortels „ihn als interessantesten Autor der achtziger Jahre [bestätigte]“. Für Andreas C. Knigge, der den Geschichten um Alexander Nikopol in seinem Buch 50 Klassiker Comics ein eigenes Kapitel gewidmet hat, ist die Nikopol-Trilogie eine „düstere Zukunftsvision einer spätkapitalistischen Gesellschaft, in der sich der Verlust der politischen Ideale im kalten Neon-Look der 1980er Jahre spiegelt“. Knigge sieht in der Nikopol-Trilogie auch eine Abwendung von der argumentativen Kultur der 1970er Jahre zu dem, was der Kunsthistoriker Otto Karl Werckmeister mit dem Begriff Zitadellenkultur, also eine Kultur, deren künstlerische Arbeiten von nichts als Krisen handelt, bezeichnet.
Der Erfinder des Schachboxens und gleichzeitig der erste Weltmeister in dieser Disziplin, der aus den Niederlanden stammende Aktionskünstler Iepe Rubingh, gibt die Lektüre von Froid équateur während seiner Jugend als Auslöser für seine Vision an.
Froid equateur wurde vom französischen Bücher-Magazin Lire genreübergreifend als bestes Buch des Jahres 1992 gekürt. Dies wurde bis dahin noch von keinem Comic erreicht.